# Saint-Aubin-en-Charollais
Saint-Aubin-en-Charollais ist eine französische Gemeinde mit 493 Einwohnern (Stand: 1. Januar 2022) im Département Saône-et-Loire in der Region Bourgogne-Franche-Comté (vor 2016 Bourgogne). Sie gehört zum Arrondissement Charolles und zum Kanton Charolles (bis 2015: Kanton Palinges).

## Geographie
Saint-Aubin-en-Charollais liegt etwa 60 Kilometer südöstlich von Chalon-sur-Saône.
Nachbargemeinden von Saint-Aubin-en-Charollais sind Palinges im Norden, Saint-Bonnet-de-Vieille-Vigne im Nordosten, Grandvaux im Osten, Baron im Osten und Südosten, Champlecy im Süden, Volesvres im Westen und Südwesten sowie Saint-Vincent-Bragny im Nordwesten.
Durch die Gemeinde führt die Route nationale 79.

## Bevölkerungsentwicklung
| Jahr                      | 1962 | 1968 | 1975 | 1982 | 1990 | 1999 | 2006 | 2013 |
| Einwohner                 | 508  | 491  | 430  | 350  | 349  | 384  | 421  | 489  |
| Quelle: Cassini und INSEE |      |      |      |      |      |      |      |      |

## Sehenswürdigkeiten

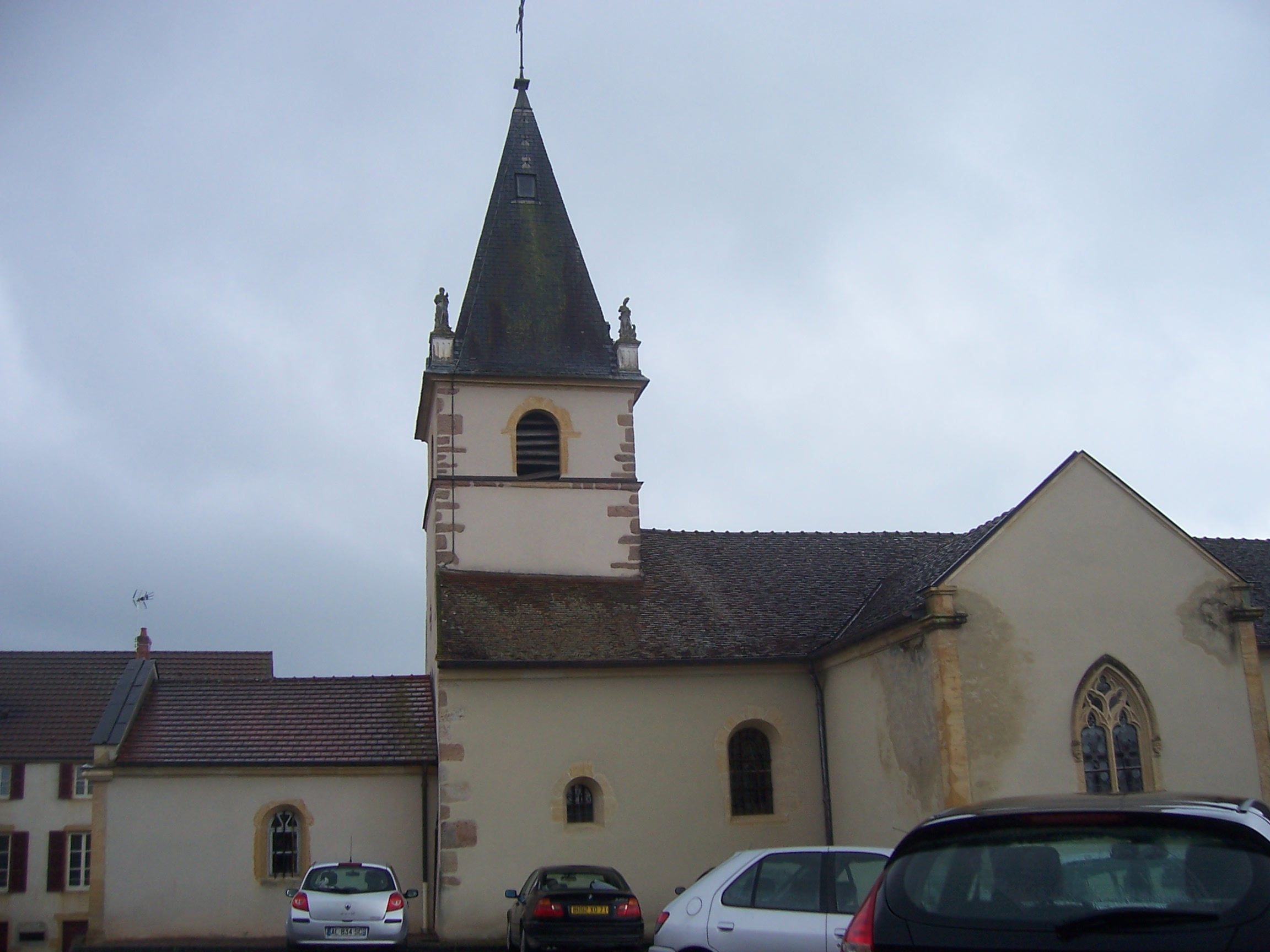
Kirche Saint-Aubin

- Kirche Saint-Aubin
- Schloss Moulin-Chipot